# Trzemcha (gromada)
Trzemcha (alt. Trzemcha Górna) – dawna gromada, czyli najmniejsza jednostka podziału terytorialnego Polskiej Rzeczypospolitej Ludowej w latach 1954–1972.
Gromady, z gromadzkimi radami narodowymi (GRN) jako organami władzy najniższego stopnia na wsi, funkcjonowały od reformy reorganizującej administrację wiejską przeprowadzonej jesienią 1954 do momentu ich zniesienia z dniem 1 stycznia 1973, tym samym wypierając organizację gminną w latach 1954–1972.
Gromadę Trzemcha siedzibą GRN w Trzemsze (Górnej) utworzono – jako jedną z 8759 gromad na obszarze Polski – w powiecie iłżeckim w woj. kieleckim, na mocy uchwały nr 13k/54 WRN w Kielcach z dnia 29 września 1954. W skład jednostki weszły obszary dotychczasowych gromad Antoniów, Hieronimów, Piasków, Praga Dolna (bez kolonii Trzemcha Dolna), Trzemcha Górna i Wólka Trzemecka ze zniesionej gminy Sienno w tymże powiecie. Dla gromady ustalono 12 członków gromadzkiej rady narodowej.
1 stycznia 1956 gromada weszła w skład nowo utworzonego powiatu lipskiego w tymże województwie.
Gromadę zniesiono 31 grudnia 1959, a jej obszar włączono do gromady Sienno.